# TRPV1
El receptor de potencial transitorio V1, también conocido como TRPV1 (transient receptor potential cation channel), es una proteína que en humanos está codificada por el  gen TRPV1.  Esta proteína es miembro del grupo TRPV de receptores de potencial transitorio, una familia de canales iónicos.
TRPV1 es un canal catiónico no selectivo, dependiente de ligandos, que puede ser activado por una serie de estímulos físicos y químicos, exógenos y endógenos, como las temperaturas mayores a 43 °C, un pH bajo (esto es, un medio ácido), los endocannabinoides anandamida y N-araquidonil-dopamina, y la capsaicina, el ingrediente activo del ají picante. Los receptores TRPV1 se encuentran en el sistema nervioso central y en sistema nervioso periférico, y están involucrados en la transmisión y modulación del dolor, así como en la integración de diversos estímulos dolorosos.

## Significación Clínica
El bloqueo in vivo de TRPV1 causa hipertermia en distintos especies, desde roedores hasta humanos, sugiriendo que TRPV1 está involucrado en el mantenimiento de la temperatura corporal
. Recientemente, AMG 517, un antagonista altamente selectivo de TRPV1 fue eliminado de ensayos clínicos por la alta incidencia en casos de hipertermia. Una segunda molécula, SB-705498, fue evaluada pero sus efectos sobre la temperatura corporal no han sido detectados.

## Lectura sugerida
- Immke DC, Gavva NR (octubre de 2006). «The TRPV1 receptor and nociception». Semin. Cell Dev. Biol. 17 (5): 582-91. PMID 17196854. doi:10.1016/j.semcdb.2006.09.004.
- Heiner I, Eisfeld J, Lückhoff A (2004). «Role and regulation of TRP channels in neutrophil granulocytes.». Cell Calcium 33 (5-6): 533-40. PMID 12765698.
- Geppetti P, Trevisani M (2004). «Activation and sensitisation of the vanilloid receptor: role in gastrointestinal inflammation and function.». Br. J. Pharmacol. 141 (8): 1313-20. PMID 15051629. doi:10.1038/sj.bjp.0705768.
- Clapham DE, Julius D, Montell C, Schultz G (2006). «International Union of Pharmacology. XLIX. Nomenclature and structure-function relationships of transient receptor potential channels.». Pharmacol. Rev. 57 (4): 427-50. PMID 16382100. doi:10.1124/pr.57.4.6.
- Szallasi A, Cruz F, Geppetti P (2007). «TRPV1: a therapeutic target for novel analgesic drugs?». Trends in molecular medicine 12 (11): 545-54. PMID 16996800. doi:10.1016/j.molmed.2006.09.001.
- Pingle SC, Matta JA, Ahern GP (2007). «Capsaicin receptor: TRPV1 a promiscuous TRP channel.». Handb Exp Pharmacol (179): 155-71. PMID 17217056. doi:10.1007/978-3-540-34891-7_9.
- Liddle RA (2007). «The role of Transient Receptor Potential Vanilloid 1 (TRPV1) channels in pancreatitis.». Biochim. Biophys. Acta 1772 (8): 869-78. PMID 17428642. doi:10.1016/j.bbadis.2007.02.012.